# Eleições estaduais em Santa Catarina em 1950
As eleições estaduais em Santa Catarina em 1950 ocorreram 3 de outubro como parte das eleições no Distrito Federal, em 20 estados e nos territórios federais do Acre, Amapá, Rondônia e Roraima. Neste dia foram eleitos o governador Irineu Bornhausen e o senador Gomes de Oliveira, além de nove deputados federais e trinta e nove deputados estaduais.
Nascido em Itajaí, Irineu Bornhausen foi despachante aduaneiro na Companhia Nacional de Navegação, comerciante e industrial. Cunhado de Adolfo Konder e Vítor Konder, elegeu-se vereador em sua cidade natal em 1923 pelo Partido Republicano Catarinense. Reeleito em 1927, tornou-se presidente da Câmara Municipal e três anos depois foi eleito prefeito, mas não assumiu por causa da Revolução de 1930. Seis anos mais tarde elegeu-se prefeito de Itajaí e dessa vez assumiu o mandato, renunciando ao mesmo em 1939, já sob a vigência do Estado Novo. Com o esgarçamento da Era Vargas, ingressou na UDN, presidindo o diretório estadual em diferentes ocasiões. Derrotado por Aderbal Ramos da Silva ao disputar o governo catarinense em 1947, mas foi eleito governador em 1950 para um mandato de cinco anos ao derrotar o engenheiro civil Udo Deeke.
Natural de Joinville, o advogado Gomes de Oliveira formou-se em 1918 pela Faculdade de Direito da Universidade de São Paulo. Exerceu sua profissão no regresso à sua cidade, onde fundou O Correio de Joinville. Neste jornal, manifestou-se em prol da Reação Republicana, coligação favorável a Nilo Peçanha na eleição presidencial de 1922, vencida por Artur Bernardes. A seguir apoiou os movimentos tenentistas, cujo estopim foi a Revolta dos 18 do Forte de Copacabana, sendo preso em razão de suas convicções. Eleito deputado estadual em 1926, reelegeu-se quatro anos depois, mas não tomou posse devido a Revolução de 1930. Eleito deputado federal três anos depois, ajudou na elaboração da Constituição de 1934. Reeleito em 1935, teve o mandato extinto pelo Estado Novo e afastou-se da política, sendo eleito senador via PTB em 1950.

## Resultado da eleição para governador
| Candidatos a governador do estado | Candidatos a vice-governador | Número | Coligação           | Votação | Percentual |
| --------------------------------- | ---------------------------- | ------ | ------------------- | ------- | ---------- |
| Irineu Bornhausen UDN             | Não havia -                  | -      | UDN (sem coligação) | 147.074 | 55,14%     |
| Udo Deeke PSD                     | Não havia -                  | -      | PSD (sem coligação) | 119.667 | 44,86%     |

## Resultado da eleição para senador
| Candidatos a senador da República | Candidatos a suplente de senador | Número | Coligação           | Votação | Percentual |
| --------------------------------- | -------------------------------- | ------ | ------------------- | ------- | ---------- |
| Gomes de Oliveira PTB             | Ver abaixo -                     | -      | PTB (sem coligação) | 144.533 | 56,37%     |
| Nereu Ramos PSD                   | Ver abaixo -                     | -      | PSD (sem coligação) | 111.879 | 43,63%     |

## Resultado da eleição para suplente de senador
| Candidatos a suplente de senador | Candidatos a senador da República | Número | Coligação           | Votação | Percentual |
| -------------------------------- | --------------------------------- | ------ | ------------------- | ------- | ---------- |
| Antenor Taulois de Mesquita PTB  | Ver acima -                       | -      | PTB (sem coligação) | 142.983 | 56,11%     |
| João Davi Ferreira Lima PSD      | Ver acima -                       | -      | PSD (sem coligação) | 111.855 | 43,89%     |

## Deputados federais eleitos
São relacionados os candidatos eleitos com informações complementares da Câmara dos Deputados.

Representação eleita
  PSD: 4
  UDN: 4
  PTB: 1

| Deputados federais eleitos | Partido | Votação | Percentual | Cidade onde nasceu    | Unidade federativa |
| Saulo Ramos                | PTB     | 21.848  | 7,85%      | Lages                 | Santa Catarina     |
| Jorge Lacerda              | UDN     | 17.991  | 6,46%      | Paranaguá             | Paraná             |
| Joaquim Ramos              | PSD     | 16.499  | 5,93%      | Lages                 | Santa Catarina     |
| Leoberto Leal              | PSD     | 15.381  | 5,52%      | Tijucas               | Santa Catarina     |
| Nereu Ramos                | PSD     | 14.513  | 5,43%      | Lages                 | Santa Catarina     |
| Wanderley Júnior           | UDN     | 14.023  | 5,04%      | Curitiba              | Paraná             |
| Waldemar Rupp              | UDN     | 13.552  | 4,87%      | Campos Novos          | Santa Catarina     |
| Plácido Olímpio            | UDN     | 12.987  | 4,66%      | Campo Alegre          | Santa Catarina     |
| Agripa Faria               | PSD     | 12.295  | 4,41%      | Campos dos Goytacazes | Rio de Janeiro     |
| Fonte:                     |         |         |            |                       |                    |

## Deputados estaduais eleitos
Deputados eleitos para a Assembleia Legislativa de Santa Catarina. (39 vagas)

Representação eleita
  PSD: 18
  UDN: 13
  PTB: 5
  PRP: 2
  PSP: 1

| Deputados estaduais eleitos  | Partido | Votação | Percentual | Cidade onde nasceu   | Unidade federativa |
| Érico Colin                  | UDN     | 7.807   | 2,80%      | Joinville            | Santa Catarina     |
| Lenoir Vargas                | PSD     | 4.935   | 1,77%      | Tupanciretã          | Rio Grande do Sul  |
| Antônio Carlos Konder Reis   | UDN     | 4.743   | 1,70%      | Itajaí               | Santa Catarina     |
| Elpídio Barbosa              | PSD     | 4.297   | 1,54%      | Florianópolis        | Santa Catarina     |
| Annes Gualberto              | PSD     | 4.267   | 1,53%      | São Francisco do Sul | Santa Catarina     |
| José Bittencourt             | PSD     | 4.237   | 1,52%      | Salvador             | Bahia              |
| Brás Joaquim Alves           | PTB     | 4.082   | 1,46%      | Brusque              | Santa Catarina     |
| Celso Ramos Branco           | UDN     | 3.700   | 1,33%      | Lages                | Santa Catarina     |
| Lecian Slovinski             | PSD     | 3.695   | 1,32%      | Cocal do Sul         | Santa Catarina     |
| Paulo de Tarso               | UDN     | 3.513   | 1,26%      | Florianópolis        | Santa Catarina     |
| Antônio de Barros Lemos      | UDN     | 3.365   | 1,20%      | Ouro Fino            | Minas Gerais       |
| João Ramos                   | PSD     | 3.280   | 1,17%      | Lages                | Santa Catarina     |
| João de Sousa Cabral         | UDN     | 3.029   | 1,08%      | Florianópolis        | Santa Catarina     |
| Romano Massignan             | UDN     | 3.012   | 1,08%      | Alfredo Chaves       | Rio Grande do Sul  |
| Ivo Silveira                 | PSD     | 2.912   | 1,04%      | Palhoça              | Santa Catarina     |
| Paulo Marques                | PTB     | 2.901   | 1,04%      | Criciúma             | Santa Catarina     |
| Clodorico Moreira            | UDN     | 2.894   | 1,04%      | Irineópolis          | Santa Catarina     |
| Antônio Gomes de Almeida     | PSD     | 2.862   | 1,02%      | Campos Novos         | Santa Catarina     |
| Oswaldo Cabral               | UDN     | 2.802   | 1,00%      | Laguna               | Santa Catarina     |
| Oscar da Nova                | PSD     | 2.778   | 0,99%      | Blumenau             | Santa Catarina     |
| Protógenes Vieira            | PSD     | 2.773   | 0,99%      | Palmas               | Paraná             |
| Oswaldo Bulcão Viana         | UDN     | 2.752   | 0,98%      | Florianópolis        | Santa Catarina     |
| João Estivalet               | PSD     | 2.709   | 0,97%      | Passo Fundo          | Rio Grande do Sul  |
| Frederico Küerten            | UDN     | 2.699   | 0,97%      | Braço do Norte       | Santa Catarina     |
| Luís de Sousa                | UDN     | 2.672   | 0,96%      | Florianópolis        | Santa Catarina     |
| Olívio Nóbrega               | PSD     | 2.662   | 0,95%      | Concórdia            | Santa Catarina     |
| Francisco de Sousa Neves     | PTB     | 2.661   | 0,95%      | Imaruí               | Santa Catarina     |
| Otacílio Nascimento          | PTB     | 2.641   | 0,94%      | Rio de Janeiro       | Rio de Janeiro     |
| Fernando Oswaldo de Oliveira | PSD     | 2.577   | 0,92%      | Três Barras          | Santa Catarina     |
| Cássio Medeiros              | PRP     | 2.555   | 0,91%      | Florianópolis        | Santa Catarina     |
| Reneau Cubas                 | UDN     | 2.509   | 0,90%      | São Bento do Sul     | Santa Catarina     |
| José Gallotti                | PSD     | 2.444   | 0,87%      | Tijucas              | Santa Catarina     |
| Volney Collaço               | PTB     | 2.417   | 0,86%      | Tubarão              | Santa Catarina     |
| Ylmar de Almeida             | PSD     | 2.398   | 0,86%      | Florianópolis        | Santa Catarina     |
| Walter Cavalcanti            | PSD     | 2.361   | 0,84%      | Palmeira dos Índios  | Alagoas            |
| Manuel Siqueira Bello        | PSD     | 2.345   | 0,84%      | Clevelândia          | Paraná             |
| Vicente Schneider            | PRP     | 2.318   | 0,83%      | São Sebastião do Caí | Rio Grande do Sul  |
| Waldemar Grubba              | PSD     | 2.287   | 0,82%      | Jaraguá do Sul       | Santa Catarina     |
| Enory Teixeira               | PSP     | 1.668   | 0,59%      | Teixeira Soares      | Paraná             |
| Fonte:                       |         |         |            |                      |                    |